# Асма бинт Умайс
Асма́ бинт ‘Умайс аль-Хас‘амийя (араб. أسماء بنت عميس الخثعمية‎; ум. после 660) — сподвижница пророка Мухаммада. Асма мигрировала в Абиссинию, а затем в Ясриб (Медину), поэтому она стала известна как «дважды совершившая переселение сподвижница» (араб. صاحبة الهجرتين‎).

## Биография
Её отец Умайс ибн Ма‘ад, был из рода бану Хас‘ам ибн Анмар, которое было частью племени Кахтан, в то время как её мать, Хинд, была дочерью ‘Ауфа ибн Зухайра аль-Химьяри. Точная дата её рождения неизвестна, но она приняла ислам вместе со своим мужем Джафаром ибн Абу Талибом, и поэтому считается одной из первых мусульманок. В 615 году она вместе со своим мужем эмигрировала в Эфиопию. В это время у неё было трое сыновей: ‘Абдуллах, Мухаммад и Авн. 
В 628 году она вернулась в Медину вместе с другими эмигрантами, а в 629 году её муж умер в битве при Муте. Затем она вышла замуж за Абу Бакра и в 632 году родила сына по имени Мухаммад. Во время последней болезни Пророка она была у его постели. Впоследствии она стала женой Праведного халифа ‘Али, и, согласно Ибн аль-Кальби, от этого брака у неё было ещё два сына — Яхья и Авн. Яхья умер в младенчестве, а относительно Авна есть разница во мнениях, которая, вероятно, возникла из-за путаница с Авном ибн Джафаром. Точная дата её смерти также неизвестна: хотя в некоторых источниках упоминаются даты 658 и после 680. В другом месте говорится, что она пережила ‘Али ибн Абу Талиба.
Важность Асмы во многом связана с её отношением к семье халифа ‘Али: она была одной из немногих, кто посещал тайные похороны Фатимы, которое происходило ночью. Говорят, что она также присутствовала при браке Фатимы и ‘Али, но, учитывая возвращение Асмы из Эфиопии и дату свадьбы (623 год), это кажется маловероятным. Вероятно это было причиной того, что шиитские источники восхваляли её за её близкие и верные отношения к дочери Пророка. По некоторым данным, имамы Мухаммад аль-Бакир и Джафар ас-Садик также высоко отзывались о ней.
Асма передавала хадисы от Пророка, а в свою очередь её сын ‘Абдуллах ибн Джафар, Са‘ид ибн Мусайяб, и Урва ибн аз-Зубайр передавали от неё. Аль-Якуби упоминает «книгу» Асмы бинт Умайс, которая, по-видимому, состояла из изложения высказываний пророка Мухаммада.